# Wenzlow
Wenzlow é um município da Alemanha, situado no distrito de Potsdam-Mittelmark, no estado de Brandemburgo. Tem 20,37 km² de área, e sua população em 2019 foi estimada em 529 habitantes.